# Untereuerheim

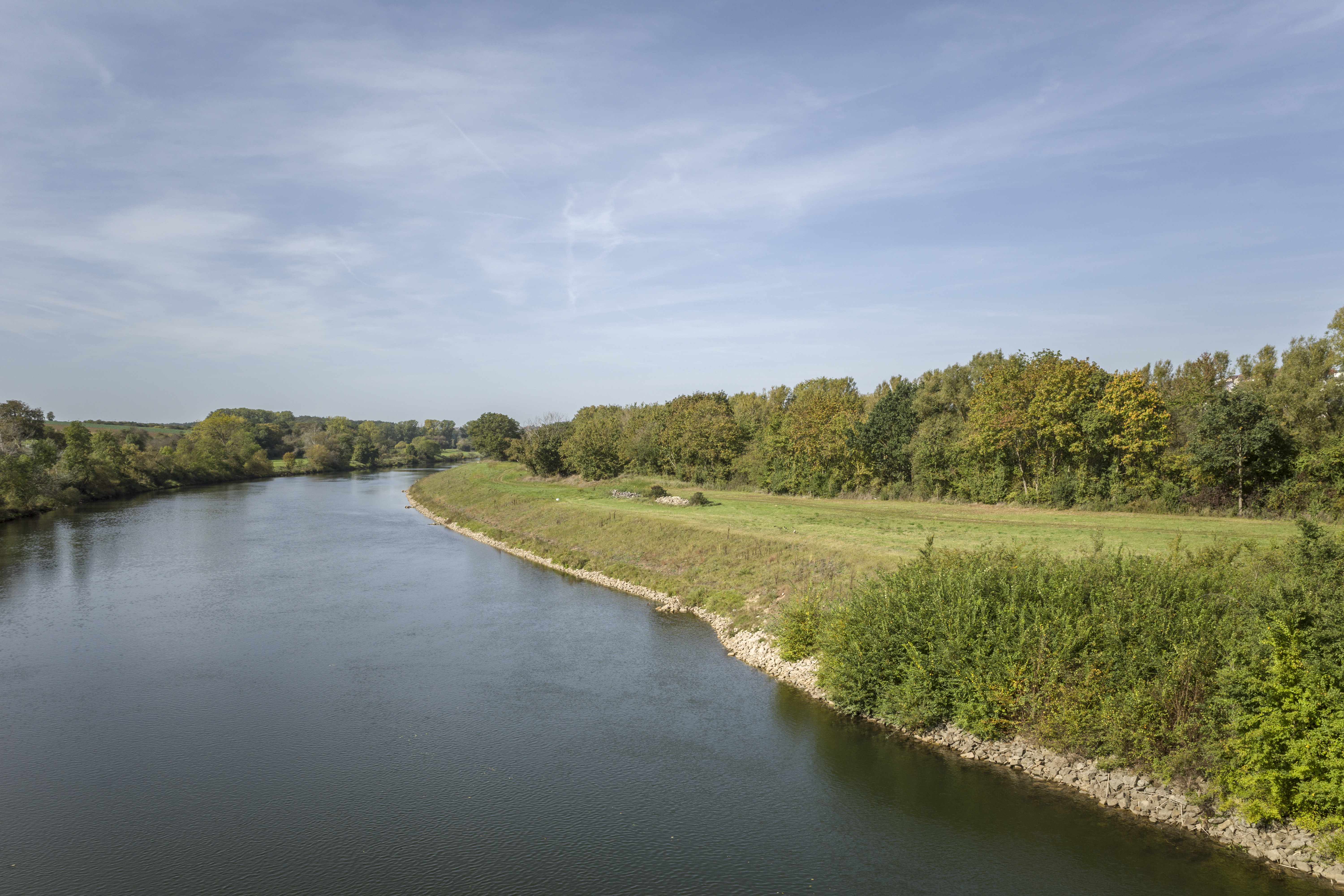
Blick von der Untereuerheimer Mainbrücke nach Nordwesten

Untereuerheim ist ein Gemeindeteil der Gemeinde Grettstadt im unterfränkischen Landkreis Schweinfurt in Bayern.

## Geographische Lage
Das Kirchdorf liegt nordöstlich von Grettstadt. Südlich von Untereuerheim verläuft in Ost-West-Richtung der Abschnitt Bundesautobahn 70 zwischen  den Autobahnausfahrten 9 Schonungen und 10 Haßfurt. Nördlich von Untereuerheim verläuft ebenfalls in Ost-West-Richtung die Bundesstraße 303. Die durch Untereuerheim führende Staatsstraße 2277 führt westwärts nach Weyer und südwärts nach Obereuerheim.

## Geschichte
Eine mögliche Ersterwähnung von Untereuerheim als „Uraheim“ findet sich in Klösterbüchern des Klosters Fulda sowie des Würzburger Klosters St. Stephan. Diese Unsicherheit hängt mit dem gleichen Ursprung von Untereuerheim und Obereuerheim zusammen.
Zur Zeit des Mittelalters hatte Untereuerheim mehrere Besitzer, zu denen das Kloster Ebrach, das Hochstift Würzburg und die Herren von Henneberg zählten; durch eine Urkunde aus dem Jahr 1320 ist eine Mühle belegt, die dem Konvent von Maria Burghausen gehörte. In Bezug auf die Gerichtsbarkeit gehörte Untereuerheim zum Centamt Karlsberg.
Im Jahr 1585 fielen 219 Einwohner von Untereuerheim einer Pestepidemie zum Opfer. Ein Gelübde im Zusammenhang mit der Epidemie begründete im Ort die Tradition einer jährlichen Wallfahrt nach Dettelbach.
Im 16. Jahrhundert entstand die ehemals zum Schloss von Obereuerheim gehörende und noch heute in Betrieb befindliche Schlossmühle. Unter dem Würzburger Fürstbischof Julius Echter von Mespelbrunn wurde die örtliche Kirche St. Gallus erbaut.
Am 1. Mai 1978 wurde Untereuerheim im Rahmen der Gebietsreform in Bayern Gemeindeteil von Grettstadt.